# فرودگاه چرسکی
فرودگاه چرسکی (به روسی: Черский) فرودگاهی عمومی واقع در چرسکی در کشور روسیه است.

## شرکت‌های هواپیمایی و مقصدهای پروازی
| شرکت‌های هواپیمایی | مقصدهای پروازی |
| ----------------- | -------------- |
| Polar Airlines    | یاکوتسک        |